# Cantó de Vierzon-1
El cantó de Vierzon-1 és un cantó francès del departament del Cher, situat al districte de Vierzon. Compta amb part del municipi de Vierzon.

## Municipis
- Vierzon

## Història
| Data d'elecció                           | Identitat         | Partit | Qualitat |
| ---------------------------------------- | ----------------- | ------ | -------- |
| 1945-1949                                | M. Cutard         | PCF    |          |
| 1949-1973                                | Léo Mérigot       | PCF    |          |
| 1973-1998                                | Fernand Micouraud | PCF    |          |
| 1992-1998                                | Jean Rousseau     | GE     |          |
| 1998-1998                                | Jean-Paul Vadrot  | UDF    |          |
| 1998-2004                                | François Dumon    | PCF    |          |
| 2004-2012                                | Nicolas Sansu     | PCF    |          |
| 2012-                                    | Karine Chêne      | PCF    |          |
| les dades anteriors no són pas conegudes |                   |        |          |
|                                          |                   |        |          |